# Paraschizidium falkonerae
Paraschizidium falkonerae är en kräftdjursart som beskrevs av Sfenthourakis 1995. Paraschizidium falkonerae ingår i släktet Paraschizidium och familjen klotgråsuggor. Inga underarter finns listade i Catalogue of Life.